# Diniconazol
Diniconazol ist eine chemische Verbindung des Chlors aus der Gruppe der Conazole. Das (R)-Isomer hat die Bezeichnung Diniconazol-M.

## Gewinnung und Darstellung
Diniconazol kann durch Reaktion von 3,3-Dimethyl-2-butanon mit Brom, 1,2,4-Triazol, 2,4-Dichlorbenzaldehyd und Natriumborhydrid oder Lithiumaluminiumhydrid gewonnen werden.

## Eigenschaften
Diniconazol ist ein beiger Feststoff.

## Verwendung
Diniconazol wird als Fungizid mit protektiver und kurativer Wirkung gegen verschiedene Krankheitserreger zum Beispiel im Getreide-, Obst-, Gemüse- und Weinanbau verwendet. Es wurde von Sumitomo Chemical und Chevron entwickelt und 1983 von Sumitomo auf den Markt gebracht.